# Saskia Bricmont

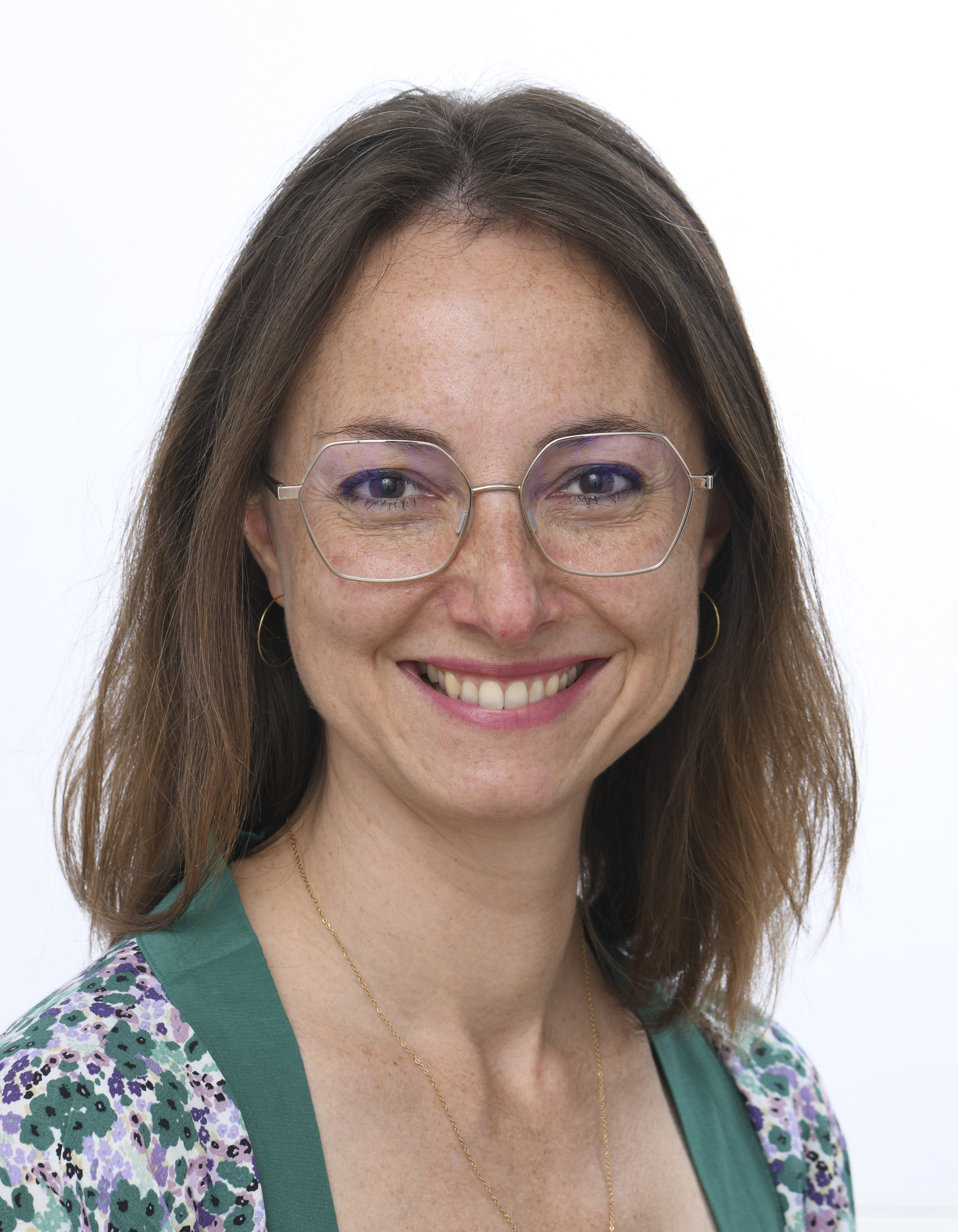
Saskia Bricmont (2024)

Saskia Bricmont (* 16. März 1985 in Tournai, Belgien) ist eine belgische Politikwissenschaftlerin und Politikerin (Ecolo). Bei den Europawahlen 2019 gewann sie ein Mandat und ist seit Mitglied des 9. Europäischen Parlaments als Teil der Grünen/EFA-Fraktion.

## Leben

### Ausbildung und Beruf
Saskia Bricmont wuchs im belgischen Pays des Collines bei Ath auf. Nach ihrer Schulausbildung am Athenée Royal d’Ath zog Bricmont 2002 nach Brüssel, um dort an der Université libre de Bruxelles Politikwissenschaften und Internationale Beziehungen zu studieren. Dem schloss sie 2007 ein Studium der Europastudien am Institut d’Études Européennes an.
2007 begann Bricmont als Beraterin für Fragen der europäischen, der internationalen und der Entwicklungszusammenarbeit im Föderalen Parlament Belgiens für die Abgeordneten der Ecolo wie der Groen zu arbeiten. Später wechselte sie kurzzeitig zu Evelyne Huytebroeck, Brüsseler Ministerin für Umwelt und Armutsbekämpfung. 2009 übernahm sie die Leitung der wissenschaftlichen Abteilung der Ecolo.
Seit 2015 arbeitet sie im Auftrag der Agentur Ideta für räumlichen Entwicklung der Picardie Wallonie (Region Tournai), insbesondere als Kontaktstelle für die Eurometropole, einer grenzüberschreitende Region mit Lille und Kortrijk.

### Politisches Engagement
Neben ihrer beruflichen Tätigkeit für Ecolo engagiert sich Bricmont seit 2007 für die frankophone grüne Partei. 2012 wurde sie zum Stadtrat ihrer Heimatstadt Ath gewählt.
2019 kandidierte Bricmont für die Ecolo zu den Europawahlen als zweite hinter Philippe Lamberts. Ecolo gewann in der Wallonie 19,91 Prozent und der Deutschsprachigen Gemeinschaft 16,37 Prozent und damit 2 der 21 belgischen Mandate – damit zog Bricmont in das neunte europäische Parlament ein. Sie trat dort, wie ihr Parteikollege Lambert, der Fraktion Die Grünen/EFA war. Für ihre Fraktion war sie in der 9. Legislaturperiode (2019–2024) Mitglied im Ausschuss für bürgerliche Freiheiten, Justiz und Inneres sowie stellvertretendes Mitglied im Ausschuss für internationalen Handel. Sie ist in der 10. Legislaturperiode (2024–2029) erneut Mitglied im Ausschuss für bürgerliche Freiheiten, Justiz und Inneres sowie stellvertretendes Mitglied im Ausschuss für internationalen Handel und im Ausschuss für Binnenmarkt und Verbraucherschutz.

### Privat
Saskia Bricmont hat zwei Kinder.